# Polypore
Taxons concernés
De très nombreuses espèces de la classe des Agaricomycetes, principalement dans les ordres suivants :
- Polyporales ;
- Gloeophyllales ;
- Hymenochaetales ;
- Agaricales ;
- Russulales.modifier

Polypore est le nom normalisé désignant en français plusieurs espèces et sous-espèces de champignons lignicoles historiquement classés dans l'ancien genre Polyporus au sens large, et désormais répartis dans plusieurs familles phylogénétiquement éloignées. Leurs sporophores sont de formes variées (certains ont un pied distinct, beaucoup sont sessiles, d'autres encore sont dits résupinés et ne forment qu'une croûte). Les cas les plus emblématiques sont en forme de consoles, typiquement plates au-dessus, convexes en dessous, en sabot de cheval plus ou moins épais) et un hyménium (partie fertile des champignons) portant des tubes qui aboutissent à des pores. Près de 300 espèces de Polypores sensu lato ("au sens large") sont recensées en France.

## Description

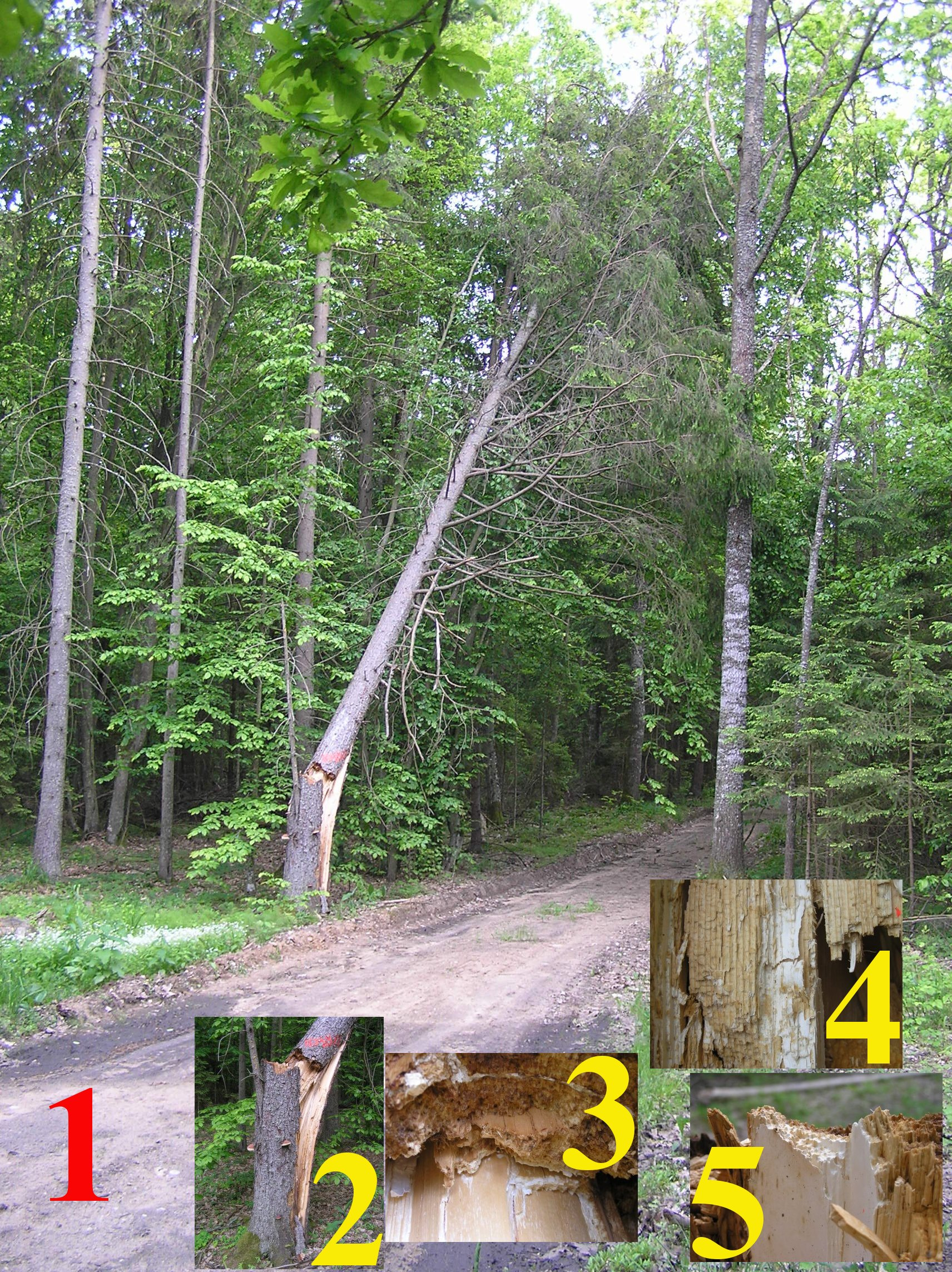
Le polypore marginé est un champignon nécrotrophe lignicole à l'origine de la pourriture blanche qui creuse le cœur de l'arbre qu'il parasite en le faisant mourir d'épuisement. Il est possible d'observer les tubes stratifiés (3), chaque couche correspondant à la croissance réalisée durant une saison (globalement une année).

Les Polypores sont pour la grande majorité des saprotrophes lignicoles mais certains d’entre eux comme le Polypore des brebis sont terricoles. Leur hyménium est formé de tubes typiquement très serrés, donnant une chair très généralement coriace, de consistance subéreuse ou même ligneuse (certains ont une chair plus tendre comestible, tels le Polypore en ombelle, le Polypore pied de chèvre (en) ou la Langue de bœuf).

## Histoire
Agents de pourriture du bois (notamment de la pourriture blanche qui représente près de 90 % des champignons associés au bois mort), les polypores sont redoutés par les forestiers car leur présence sur des parties mortes d'un arbre signifie toujours la mort complète du ligneux dans un délai plus ou moins bref. Parallèlement, ils sont des indicateurs de gestion durable des forêts. Ils constituent en effet des micro-habitats riches en biodiversité et figurent parmi les principaux recycleurs du carbone organique dans les écosystèmes terrestres. « Les forêts anciennes, véritables réservoirs de nécromasse ligneuse, accumulent les espèces fongiques saproxyliques ». Des études conduites en Finlande dans les années 2000 « montrent par exemple que les forêts anciennes concentrent une richesse en polypores de 38 à 80 % supérieure à celle des forêts cultivées, selon que ces dernières sont respectivement en phase de sénescence ou de maturité ».

## Liste alphabétique
- Haut – A
- B
- C
- D
- E
- F
- G
- H
- I
- J
- K
- L
- M
- N
- O
- P
- Q
- R
- S
- T
- U
- V
- W
- X
- Y
- Z

### A
- Polypore à chapeau étroit – Cerioporus leptocephalus[10]
- Polypore à grande marge – Oxyporus latemarginatus[10]
- Polypore à hyphes enflés – Wolfiporia dilatohypha[10]
- Polypore à longs pores – Lentinus longiporus[10]
- Polypore à marge dorée – Phellinus conchatus[3]
- Polypore à pied noir – Picipes melanopus[3]
- Polypore à pores bleus – Neoalbatrellus caeruleoporus[10]
- Polypore à radicelles – Fibroporia radiculosa[10]
- Polypore à sclérote – Polyporus tuberaster[10]
- Polypore à spores ellipsoïdes – Perenniporia ellipsospora[10]
- Polypore à spores rugueuses – Mycolindtneria trachyspora[10]
- Polypore à spores vermiculées – Ceriporiopsis subvermispora[10]
- Polypore à volve – Cryptoporus volvatus[10]
- Polypore abiétin – Wrightoporia subrutilans[10]
- Polypore acidulé – Perenniporia subacida[10]
- Polypore admirable – Picipes admirabilis[10]
- Polypore affaissé – Steccherinum collabens[10]
- Polypore aggloméré – Inonotus glomeratus[10]
- Polypore albâtre – Trechispora candidissima[10]
- Polypore allume-feu – Fomes fomentarius[10]
- Polypore alutacé – Skeletocutis alutacea[10]
- Polypore alvéolé – Polyporus arcularius[3] ou Neofavolus alveolaris[10]
- Polypore amer – Postia stiptica[3]
- Polypore amorphe – Skeletocutis amorpha[10]
- Polypore amylo-dextrinoïde – Perenniporia amylodextrinoidea[10]
- Polypore anamorphe – Postia ptychogaster[10]
- Polypore anisé – Gloeophyllum odoratum[3]
- Polypore arqué – Lentinus arcularius[10]

### B
- Polypore bai – Polyporus durus[3] ou Picipes badius[10]
- Polypore balsamique – Ischnoderma benzoinum[3]
- Polypore baumier – Postia balsamea[10]
- Polypore benjoin – Ischnoderma benzoinum[10]
- Polypore bicolore – Gloeoporus dichrous[10]
- Polypore biennal – Abortiporus biennis[10]
- Polypore bisannuel – Abortiporus biennis[3]
- Polypore bistre – Physisporinus crocatus[10]
- Polypore blanc brunâtre – Antrodia albobrunnea[10]
- Polypore blanc de neige – Tyromyces chioneus[3]
- Polypore blanc et noir – Boletopsis leucomelaena[10]
- Polypore blanc orangé – Pycnoporellus alboluteus[10]
- Polypore blanc-de-neige – Tyromyces chioneus[10]
- Polypore blanchâtre – Antrodia albida[3]
- Polypore blanc-jaunâtre – Butyrea luteoalba[10]
- Polypore blanc-ocre – Skeletocutis ochroalba[10]
- Polypore bleu gris – Postia livens[10]
- Polypore bleuté des conifères – Postia caesia[3]
- Polypore bleuté des feuillus – Postia subcaesia[3]
- Polypore boréal – Climacocystis borealis[3]
- Polypore brûlé – Bjerkandera adusta[10]
- Polypore brunissant – Radulodon aneirinus[10]

### C
- Polypore cannelle – Coltricia cinnamomea[3]
- Polypore cartilagineux – Parmastomyces mollissimus[10]
- Polypore chamois – Fuscoporia gilva[10]
- Polypore champêtre – Dichomitus campestris[3]
- Polypore chou-puant – Amyloporia oleracea[10]
- Polypore cilié – Polyporus ciliatus[3] ou Lentinus substrictus[10]
- Polypore circiné – Onnia leporina[10]
- Polypore commun – Sidera vulgaris[10]
- Polypore compact – Perenniporia compacta[10]
- Polypore confluent – Scutiger confluens[3] ou Albatrellopsis confluens[10]
- Polypore coquille – Phellinopsis conchata[10]
- Polypore corticole – Oxyporus corticola[10]
- Polypore cotonneux – Spongipellis spumeus[3]
- Polypore craquelé – Scutiger cristatus[3] ou Laeticutis cristata[10]
- Polypore cupuliforme – Porodisculus pendulus[10]
- Polypore cuticulaire – Inonotus cuticularis[10]

### D
- Polypore d'Amérique – Antella americana[10]
- Polypore de Berkeley – Bondarzewia berkeleyi[10]
- Polypore de Cajander – Rhodofomes cajanderi[10]
- Polypore de Cincinnati – Laetiporus cincinnatus[10]
- Polypore de Fergus – Perenniporia fergusii[10]
- Polypore de Huronie – Laetiporus huroniensis[10]
- Polypore de Kmett – Tyromyces kmetii[10]
- Polypore de Laponie – Amylocystis lapponica[10]
- Polypore de l'argousier – Fomitiporia hippophaeicola[3]
- Polypore de l'aulne – Inonotus radiatus[3] ou Postia alni[10]
- Polypore de l'épinette – Porodaedalea piceina[10]
- Polypore de Lindblad – Cinereomyces lindbladii[10]
- Polypore de l'Ohio – Truncospora ohiensis[10]
- Polypore de l'orme – Rigidoporus ulmarius[3]
- Polypore de Lowe – Postia lowei[10]
- Polypore de Lundell – Phellinus lundellii[10]
- Polypore de Montagne – Coltricia montagnei[10]
- Polypore de Mounce – Fomitopsis mounceae[10]
- Polypore de Narym – Perenniporia narymica[10]
- Polypore de Pallas – Antrodiella pallasii[10]
- Polypore de Peck – Xanthoporus peckianus[10]
- Polypore de Schweinitz – Phaeolus schweinitzii[10]
- Polypore de Sprague – Niveoporofomes spraguei[10]
- Polypore de Sumstine – Meripilus sumstinei[10]
- Polypore de Thompson – Antrodiella thompsonii[10]
- Polypore de Trog – Ischnoderma trogii[3]
- Polypore de Tunisie – Polyporus corylinus[3]
- Polypore de Vaillant – Fibroporia vaillantii[10]
- Polypore deltoïde – Onnia triquetra[10]
- Polypore dense – Ceriporia spissa[10]
- Polypore denté – Spongipellis pachyodon[3]
- Polypore déployé – Ceriporia excelsa[10]
- Polypore des bétulaies – Phellinus betulinus[10]
- Polypore des brebis – Albatrellus ovinus[3]
- Polypore des bruyères – Perenniporia ochroleuca[3]
- Polypore des charbonnières – Coltricia focicola[10]
- Polypore des cistes – Polyporus meridionalis[3]
- Polypore des clôtures – Gloeophyllum sepiarium[10]
- Polypore des montagnes – Bondarzewia mesenterica[3] ou Steccherinum oreophilum[10]
- Polypore des poutres – Gloeophyllum trabeum[10]
- Polypore des pruches – Fomitiporia tsugina[10]
- Polypore des steppes – Polyporus rhizophilus[3]
- Polypore des vergers – Phellinus tuberculosus[3]
- Polypore d'Everhart – Phellinus everhartii[10]
- Polypore d'Hibernie – Postia hibernica[10]
- Polypore d'hiver – Polyporus brumalis[3] ou Lentinus brumalis[10]
- Polypore doux – Sidera lenis[10]
- Polypore dressé – Phellinus erectus[3]
- Polypore du bouleau – Piptoporus betulinus[3] ou Fomitopsis betulina[10]
- Polypore du Canada – Antrodiella canadensis[10]
- Polypore du caryae – Elmerina caryae[10]
- Polypore du cerisier – Phellinus prunicola[10]
- Polypore du châtaignier – Fomitopsis spraguei[3]
- Polypore du frêne – Perenniporia fraxinea[3] ou Vanderbylia fraxinea[10]
- Polypore du fusain – Phellinus ribis f. evonymi[3]
- Polypore du gadelier – Phylloporia ribis[10]
- Polypore du groseillier – Phellinus ribis[3]
- Polypore du hêtre – Inonotus nodulosus[3] ou Bresadolia craterella[10]
- Polypore du lilas – Xanthoporus syringae[10]
- Polypore du mélèze – Laricifomes officinalis[3] ou Trichaptum laricinum[10]
- Polypore du Mexique – Gloeophyllum mexicanum[10]
- Polypore du mûrier – Polyporus mori[3]
- Polypore du peuplier – Favolus pseudobetulinus[10]
- Polypore du pin – Phellinus pini[3] ou Porodaedalea pini[10]
- Polypore du pommier – Tyromyces subgiganteus[10]
- Polypore du robinier – Fulvifomes robiniae[10]
- Polypore du rond des pins – Heterobasidion annosum[3]
- Polypore du sapin – Phellinus hartigii[3] ou Trichaptum abietinum[10]
- Polypore du saule – Phellinus trivialis[3]
- Polypore du tamaris – Inonotus tamaricis[3]
- Polypore du tremble – Phellinus tremulae[10]
- Polypore duplex – Dichomitus squalens[10]

### E
- Polypore écailleux – Polyporus squamosus[3] ou Cerioporus squamosus[10]
- Polypore en coussinet – Postia ptychogaster[3]
- Polypore en croûte – Diplomitoporus crustulinus[10]
- Polypore en entonnoir – Picipes tubaeformis[10]
- Polypore en fleur – Postia floriformis[3]
- Polypore en galette – Rhodonia placenta[10]
- Polypore en ombelle – Dendropolyporus umbellatus[3] ou Cladomeris umbellata[10]
- Polypore en rangées – Antrodia serialis[10]
- Polypore en touffes – Grifola frondosa[3]
- Polypore enfumé – Bjerkandera fumosa[10]
- Polypore éponge – Phaeolus schweinitzii[3]
- Polypore étalé – Postia mappa[10]
- Polypore extensa – Wolfiporia extensa[10]

### F
- Polypore fauve – Onnia leporina[3]
- Polypore faux-amadouvier – Phellinus igniarius[3]
- Polypore ferreux – Fuscoporia ferrea[10]
- Polypore ferrugineux – Phellinus ferruginosus[3] ou Fuscoporia ferruginosa[10]
- Polypore ferrugineux des conifères – Phellinus ferrugineofuscus[3]
- Polypore ferrugineux du chêne – Fuscoporia ferrea[3]
- Polypore fimbrié – Hydnopolyporus fimbriatus[10]
- Polypore fissuré – Antrodiella fissiliformis[10]
- Polypore flamboyant – Pycnoporellus fulgens[3]
- Polypore floconneux – Postia leucomallella[10]
- Polypore floriforme – Postia floriformis[10]
- Polypore folliculé – Postia folliculocystidiata[10]
- Polypore fragile – Postia fragilis[3]
- Polypore frangé – Steccherinum fimbriatellum[10]
- Polypore fraxinophile – Perenniporia fraxinophila[10]
- Polypore fuligineux – Ischnoderma resinosum[10]

### G
- Polypore géant – Meripilus giganteus[3]
- Polypore géminé – Oxyporus populinus[10]
- Polypore gris – Boletopsis grisea[10]
- Polypore gris carné – Skeletocutis carneogrisea[10]
- Polypore gris fumée – Tyromyces fumidiceps[10]
- Polypore guttulé – Postia guttulata[10]

### H
- Polypore hérissé – Inonotus hispidus[3] ou Jahnoporus hirtus[10]
- Polypore hétéromorphe – Antrodia heteromorpha[10]
- Polypore hispide – Inonotus hispidus[10]

### I
- Polypore incarnat – Skeletocutis subincarnata[10]
- Polypore incrusté – Inonotus obliquus[3]
- Polypore inerme – Fomitiporella inermis[10]
- Polypore irrégulier – Heterobasidion irregulare[10]
- Polypore isabelle – Skeletocutis nivea[10]

### J
- Polypore jaune – Amyloporia xantha[10]

### L
- Polypore lacéré – Steccherinum lacerum[10]
- Polypore laiteux – Tyromyces galactinus[10]
- Polypore larmoyant – Inonotus dryadeus[3]
- Polypore lilacin – Skeletocutis lilacina[10]
- Polypore lisse – Phellinus laevigatus[3]
- Polypore lustré – Steccherinum nitidum[10]

### M
- Polypore malicole – Antrodia malicola[10]
- Polypore marginé – Fomitopsis pinicola[3]
- Polypore mie de pain – Perenniporia medulla-panis[3]
- Polypore mince – Antrodia macra[10]
- Polypore minuscule – Postia ceriflua[10]
- Polypore mollet – Trechispora mollusca[10]
- Polypore mou – Leptoporus mollis[3]
- Polypore moucheté – Polyporus lentus ou Polyporus tuberaster[3]
- Polypore mycélien – Anomoloma myceliosum[10]

### N
- Polypore nid d'abeilles – Hexagonia nitida[3]
- Polypore noircissant – Phellinus nigricans[3]
- Polypore nord-américain – Picipes americanus[10]
- Polypore nordique – Niemelaea balaenae[10]

### O
- Polypore oblique – Inonotus obliquus[10]
- Polypore ochracé – Fomitopsis ochracea[10]
- Polypore ondulé – Osteina undosa[10]
- Polypore osseux – Oligoporus obductus[3] ou Osteina obducta[10]

### P
- Polypore papier-cuir – Trichaptum subchartaceum[10]
- Polypore paradoxal – Schizopora paradoxa[10]
- Polypore parchemin – Trichaptum biforme[10]
- Polypore parfumé – Skeletocutis odora[10]
- Polypore peigné – Inonotus cuticularis[3]
- Polypore pelliculaire – Gloeoporus pannocinctus[10]
- Polypore persistant – Coltricia perennis[10]
- Polypore pied-bot – Loweomyces fractipes[10]
- Polypore pied-de-chèvre – Scutiger pes-caprae[3]
- Polypore placenta – Rhodonia placenta[3]
- Polypore ponctué – Fomitiporia punctata[10]
- Polypore pourpre – Ceriporia purpurea[10]

### R
- Polypore radicant – Polyporus radicatus[10]
- Polypore radié – Mensularia radiata[10]
- Polypore régulier – Trechispora regularis[10]
- Polypore résineux – Ganoderma resinaceum[3]
- Polypore réticulé – Ceriporia reticulata[10]
- Polypore retroussé – Antrodiella semisupina[10]
- Polypore robuste – Phellinus robustus[3]
- Polypore rose – Fomitopsis rosea[3] ou Rhodofomes roseus[10]
- Polypore rouge brique – Postia lateritia[10]
- Polypore rougeâtre – Pouzaroporia subrufa[10]
- Polypore rougissant – Albatrellus subrubescens[10]
- Polypore rouillé – Phellinus torulosus[3]
- Polypore roux – Inonotus rheades[3] ou Inocutis rheades[10]
- Polypore rutilant – Hapalopilus rutilans[3]

### S
- Polypore safran – Hapalopilus croceus[3]
- Polypore sanguinolent – Physisporinus sanguinolentus[3]
- Polypore satiné – Postia sericeomollis[10]
- Polypore saumon – Erastia salmonicolor[10]
- Polypore similaire – Oxyporus similis[10]
- Polypore sordide – Amyloporia sordida[10]
- Polypore sosie – Oxyporus obducens[3]
- Polypore soufré – Laetiporus sulphureus[3]
- Polypore souris – Postia tephroleuca[10]
- Polypore soyeux – Anomoporia bombycina[10]
- Polypore splendide – Pycnoporellus fulgens[10]
- Polypore spongieux – Spongipellis schulzeri[3]
- Polypore stratifié – Oxyporus populinus[3]
- Polypore styptique – Postia stiptica[10]

### T
- Polypore tardif – Ceriporia tarda[10]
- Polypore taxicole – Meruliopsis taxicola[10]
- Polypore ténu – Perenniporia tenuis[10]
- Polypore tomenteux – Inonotus tomentosus[3] ou Onnia tomentosa[10]
- Polypore triangulaire – Onnia triquetra[3]
- Polypore trompeur – Postia simulans[10]

### U
- Polypore unicolore – Spongipellis unicolor[10]

### V
- Polypore variable – Polyporus leptocephalus[3] ou Antrodia variiformis[10]
- Polypore verdissant – Ceriporia viridans[10]
- Polypore vergeté – Cerioporus varius[10]
- Polypore violet – Trichaptum fuscoviolaceum[10]
- Polypore viticole – Fuscoporia viticola[10]
- Polypore vitreux – Physisporinus vitreus[3]
- Polypore vivace – Coltricia perennis[3]
- Polypore vorace – Antrodiella serpula[3]

### Z
- Polypore zoné – Physisporinus lineatus[10]